# Pruchnik (gmina)
Pruchnik (1934-54 gmina Pruchnik Miasto) – gmina miejsko-wiejska w województwie podkarpackim, w powiecie jarosławskim. W latach 1975–1998 gmina położona była w województwie przemyskim. Siedzibą gminy jest miasto Pruchnik.
Według danych z 30 czerwca 2004 gminę zamieszkiwało 9548 osób. Natomiast według danych z 31 grudnia 2017 roku gminę zamieszkiwało 9801 osób.

## Struktura powierzchni
Według danych z roku 2002 gmina Pruchnik ma obszar 78,26 km², w tym:
- użytki rolne: 73%
- użytki leśne: 19%

Gmina stanowi 7,6% powierzchni powiatu.

## Demografia

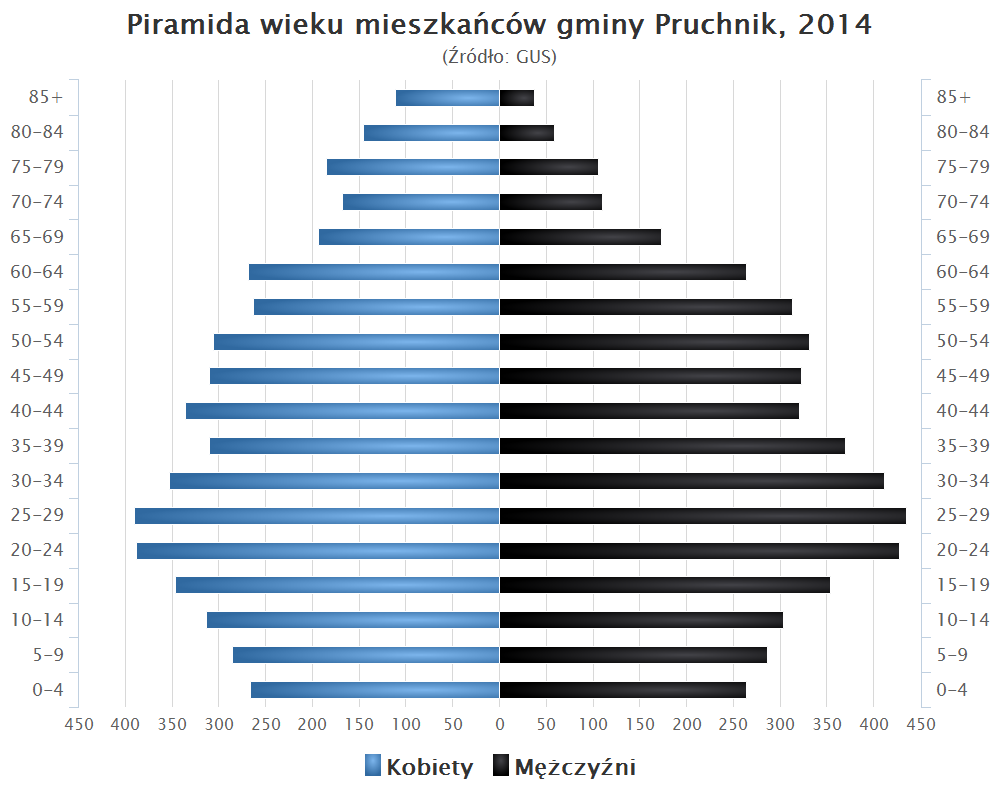
Piramida wieku mieszkańców gminy Pruchnik w 2014 roku

Dane z 31 grudnia 2017 roku.
| Opis                              | Ogółem | Ogółem | Kobiety | Kobiety | Mężczyźni | Mężczyźni |
| --------------------------------- | ------ | ------ | ------- | ------- | --------- | --------- |
| jednostka                         | osób   | %      | osób    | %       | osób      | %         |
| populacja                         | 9 801  | 100    | 4 950   | 50,5    | 4 851     | 49,5      |
| gęstość zaludnienia (mieszk./km²) | 122    | 122    | 62      | 62      | 60        | 60        |

## Sołectwa
Hawłowice, Jodłówka (sołectwa: Jodłówka i Jodłówka-Parcelacja), Kramarzówka, Pruchnik (sołectwa: Pruchnik Dolny i Pruchnik Górny), Rozbórz Długi, Rozbórz Okrągły, Rzeplin, Świebodna.

## Sąsiednie gminy
Dubiecko, Kańczuga, Krzywcza, Roźwienica, Zarzecze